# Paula Staschus-Floeß
Paula Staschus-Flöß (* 19. November 1878 oder 1879 in Frankfurt am Main; † 1955) war eine deutsche Malerin des Impressionismus. Daneben zeichnete sie und betätigte sich auf dem Gebiet der Druckgrafik. 

## Leben
Paula Staschus-Flöß studierte bei Olof Jernberg und Heinrich Wolff an der Kunstakademie Königsberg und ab 1897 an der Königlichen Akademie der bildenden Künste in München bei Simon Hollósy und Hermann Groeber und anschließend in Berlin bei Ernst Bischoff-Culm. Zusammen mit ihrem Ehemann, dem Grafiker Daniel Staschus arbeitete sie in der Künstlerkolonie Nidden in Ostpreußen.
Nach 1945 ließ sie sich in Wiesbaden nieder und hatte ihr Atelier in der Adolfsallee 10.